# 수진중학교
수진중학교(壽進中學校)는 대한민국 경기도 성남시 수정구 수진동에 있는 공립 중학교이다.

## 학교 연혁
- 2007년 5월 10일 : 수진중학교 설립인가(30학급)
- 2008년 3월 1일 : 초대 민광일 교장 취임
- 2008년 3월 4일 : 제1회 입학식(8학급 322명 남 61명, 여 261명)
- 2021년 9월 1일 : 제6대 김복동 교장 취임
- 2024년 1월 9일 : 제14회 졸업식 (3학년 3학급 65명 남 38명, 여 27명)
- 2024년 3월 4일 : 입학식(61명)

## 참고 자료
- 수진중학교 - 한국교육학술정보원 학교알리미